# Słobity
Słobity (Duits: Schlobitten) is een dorp in de Powiat Braniewski in de Poolse woiwodschap Ermland-Mazurië in Noord-Polen. De plaats maakt deel uit van de gemeente Wilczęta.
In het dorp staat de ruïne van Schloss Schlobitten.

## Geschiedenis

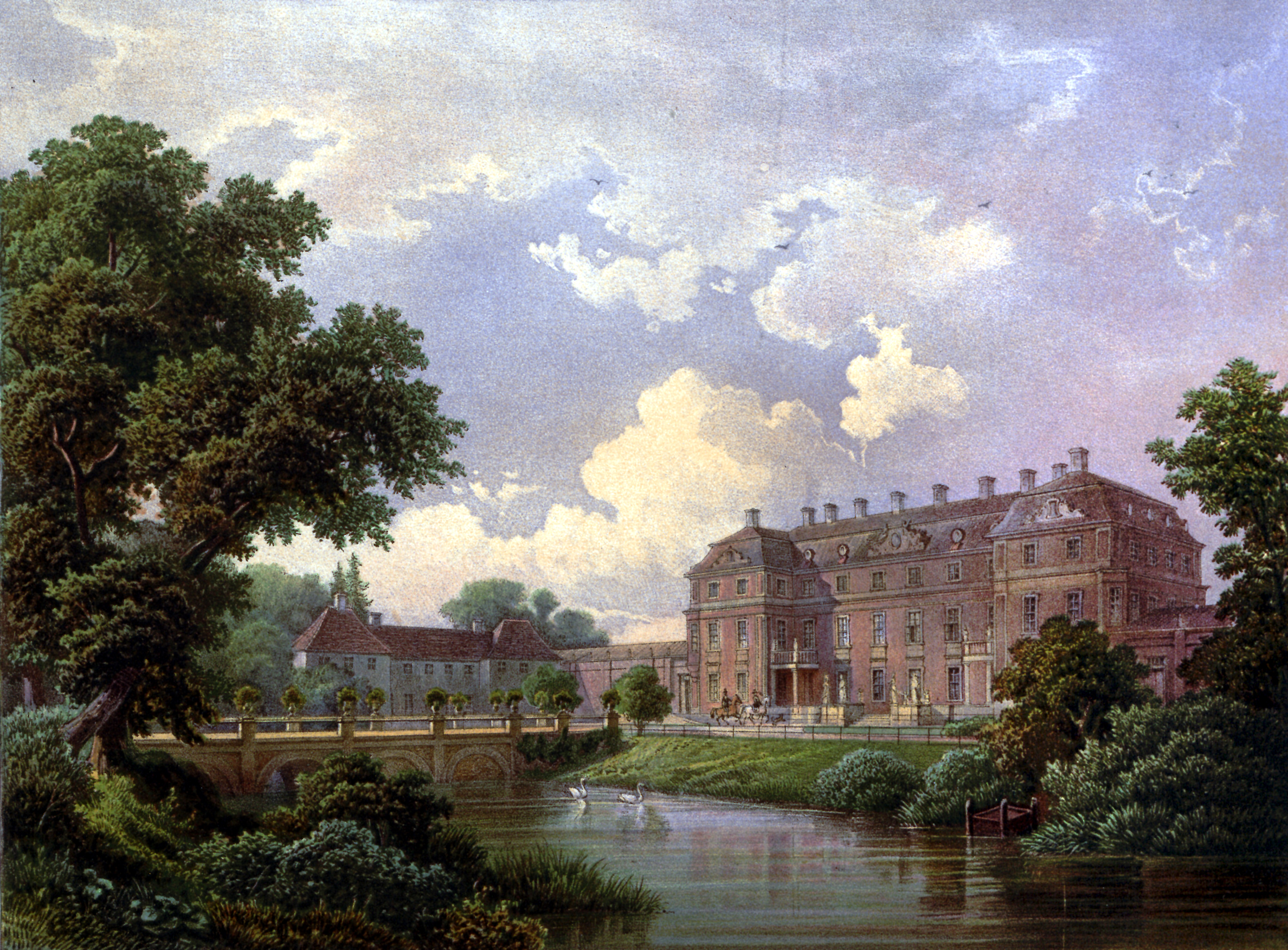
Palace Schlobitten, ongeveer 1860, Alexander Duncker

De namen van het dorp Slobita, Slobithe, Slobuthe en Schlobitten waren van Pruisische oorsprong. In 1525 kwam het in bezit van Peter van Dohna en bleef van 1589 tot 1945 ononderbroken in het bezit van het adelgeslacht Dohna-Schlobitten.

## Weblinks
- (pl)  Informatie over het dorp